# Parapsyche maculata
Parapsyche maculata là một loài Trichoptera trong họ Hydropsychidae. Chúng phân bố ở miền Cổ bắc.